# Periodisering van de Chinese geschiedenis
De periodisering van de Chinese geschiedenis gaat over de verschillende onderverdelingen van de geschiedenis van China die door historici worden toegepast om daarmee een periodisering, een ordening in het verloop van de geschiedenis te kunnen aanbrengen.

## Interpretatie
De geschiedenis van China kan vanuit verschillende gezichtspunten worden beschreven. Er worden in dit artikel vier stromingen beschreven:
- de Chinese historiografie,
- de westerse historiografie over China,
- de periodisering door Japanse historici en
- de marxistische periodisering.

## Traditionele Chinese periodisering

### Geen lineaire chronologie
De traditionele Chinese geschiedschrijving kende geen lineaire, doorlopende chronologie. De kalender werd per dynastie opnieuw vastgesteld. Jaren werden geteld per regeringsperiode of zelfs per gedeelte van een regeerperiode. Die kregen ieder een eigen naam: de 'jaartitel', nianhao, 年號. Als eerste jaar van de regeerperiode van een nieuwe heerser werd steeds het jaar beschouwd dat volgde op het laatste jaar van de voorafgaande heerser.

### Dynastieke cycli
De nadruk op regeerperiodes en de verplichting die elke dynastie zichzelf oplegde om een geschiedenis van de voorafgaande dynastie te schrijven, bevorderde de periodisering in dynastieën. De historische ontwikkeling van de dynastieën wordt in de traditionele Chinese geschiedschrijving beschreven volgens het vaste patroon van een steeds terugkerende dynastieke cyclus. De eerste keizer verkrijgt wegens zijn kwaliteiten het 'Hemels Mandaat' (tianming, 天命). Zijn opvolgers bezitten steeds minder kwaliteiten en de laatste keizer ten slotte wordt als gevolg van wanbestuur afgezet. Hij verliest het Hemels Mandaat, dat komt toe aan de eerste keizer van de nieuwe dynastie, die zo de nieuwe Zoon des Hemels wordt. Deze ontwikkelingsgang is voor het eerst beschreven onder de Zhou-dynastie, die daarmee hun machtsovername van de Shang-dynastie wilden rechtvaardigden.

### Legitimiteit, eenheid en continuïteit
In de traditionele Chinese historiografie spelen de Confucianistische idealen van eenheid en continuïteit een grote rol. Het gelijktijdig bestaan van legitieme keizers of van legitieme dynastieën is in deze visie niet mogelijk. Het Hemels Mandaat kon immers niet tegelijkertijd aan meer personen worden overgedragen. In de latere geschiedschrijving worden daarom dynastieën òf na elkaar geplaatst (Drie Verhevenen en Vijf Oerkeizers, Xia, Shang en Zhou) òf wordt slechts een van de gelijktijdig voorkomende dynastieën als legitiem erkend:
- Binnen de periode van de Drie Koninkrijken werd het koninkrijk Wei door de Jin-dynastie beschouwd als directe voorganger. Het Hemels Mandaat zou daarom via Wei overgedragen zijn van Han naar Jin. De beide andere staten, de koninkrijken Shu en Wu, werden als niet-legitiem beschouwd.
- De Jin-dynastie en de vier kortdurende zuidelijke dynastieën werden geplaatst tegenover de als niet-legitiem beschouwde zestien koninkrijken, die tussen 316 en 439 Noord-China beheersten.
- Tussen 907 en 960 staan de legitieme vijf dynastieën in het noorden tegenover de niet-legitieme dynastieën van de 'Tien Koninkrijken' in het zuiden. De discussie welke van de noordelijke dynastieën uiteindelijk tot legitieme opvolger van de Tang-dynastie werden verklaard, is te volgen in de 'Oude Geschiedenis van de Vijf Dynastieën' (Jiu Wudaishi), de onder de Song-dynastie samengestelde officiële dynastieke geschiedenis voor die periode.
- De legitieme Song-dynastie werd geplaatst tegenover de Jin, Westelijke Xia en Liao-dynastie, die als niet-legitiem worden gezien, maar wel de noordelijke helft van het traditioneel tot het rijk gerekend gebied beheersten.
- De Zuidelijke Ming beschouwden zichzelf tussen 1644 en 1683 als voortzetting van de Mingdynastie, maar werden door de Mantsjoes gezien als opstandelingen.

Binnen de periode van de Zuidelijke en Noordelijke Dynastieën vormden de Noordelijke Wei-dynastie (386-534) en de vier noordelijke opvolgers een uitzondering. Hoewel zij naast de legitieme zuidelijke dynastieën bestonden, werden ook de Noordelijke Dynastieën door de Sui-dynastie (581-618) als legitiem beschouwd. De eerste keizer van de Sui was zelf afkomstig uit het noorden. Wel bestond er onduidelijkheid via welke dynastieën de rechtmatige opvolging van Noordelijke Wei naar Sui had gelopen. In het 'Boek van de Wei' (Weishu), de officiële dynastieke geschiedenis van de Noordelijke Wei liep het Hemels Mandaat van de Noordelijke Wei via de Oostelijke Wei naar de Noordelijke Qi-dynastie. Daarentegen zagen de heersers van de Sui en Tang-dynastie niet de Noordelijke Qi, maar de Westelijke Wei en de Noordelijke Zhou als de rechtmatige opvolgers van de Noordelijke Wei. Net als Sui en Tang hadden ook zij Chang'an als hun hoofdstad.

### Nadelen van een dynastieke periodisering
De belangrijkste nadelen van een dynastieke periodisering zijn:
- Bij een dynastieke periodisering lijkt het dat er steeds sprake is van eenheid en van centraal gezag. Binnen de traditionele periodisering werd dan ook steeds gesproken over periodes van eenheid, afgewisseld door donkere periodes van verdeeldheid. Regionale of lokale situaties die die eenheid relativeren worden zo over het hoofd gezien. Dit geldt duidelijk voor bijvoorbeeld de Jin-dynastie, maar kan net zo goed worden toegepast op de Han of de Tang-dynastie. Tijdens de Oostelijke Han-dynastie was de feitelijke macht in handen van regionale grootgrondbezitters. Het centraal gezag van de Tang-dynastie over de provincies was na de opstand van An Lushan niet meer dan nominaal. De feitelijke macht lag vanaf dat moment in handen van regionale militaire commandanten.
- Door de dynastieke periodisering worden gebeurtenissen aan het hof te veel benadrukt en te sterk uitvergroot. Intriges of wisselingen van keizers en van dynastieën lijken daardoor gebeurtenissen te zijn geweest die diep ingrepen in de Chinese geschiedenis. Ontwikkelingen die niet parallel liepen met regeerperiodes van keizers of dynastieën, werden niet, of in het beste geval, slechts versnipperd beschreven. Hierbij gaat het vooral om sociale en economische, maar ook om culturele en technische ontwikkelingen. Zo wordt om sociaal-economische redenen de 8e eeuw beschouwd als de overgang naar de vroegmoderne tijd. Dit viel midden in de regeerperiode van de Tang-dynastie.
- Door steeds één dynastie als legitiem te erkennen werd beïnvloeding van geschiedenis en cultuur door andere regio's, volkeren en staten nauwelijks opgemerkt. Dit versterkte het sinocentrisme.

## Periodisering door Westerse historici

### Toepassing dynastieke periodisering
De dynastieke onderverdeling van de traditionele Chinese historiografie is ook in het westen het tot nu toe meest gebruikte systeem van periodisering van de Chinese geschiedenis. Soms worden dynastieën samengevoegd (Sui en Tang), of worden verduidelijkingen toegevoegd (bijvoorbeeld de Duitse sinoloog Herbert Franke (1914-2011): Ming: bloeiperiode van de Mandarijnen-maatschappij of Song: het bureaucratische China).

### Oudheid, middeleeuwen en moderne tijd
De in de Europese historiografie gangbare onderverdeling in oudheid, middeleeuwen en nieuwe tijd probeerde men ook toe te passen op de Chinese geschiedenis, meestal in combinatie met de dynastieke periodisering. Om verwarring te vermijden werd dan vaak het woord Chinees toegevoegd. Dit gold voor Chinese oudheid, maar vooral voor het begrip Chinese middeleeuwen. Westerse historici meenden in de val van het eenheidsrijk van de Han-dynastie als gevolg van invallende barbaren een parallel te zien met de val van het West-Romeinse Rijk, de Grote Volksverhuizing en het begin van de Europese middeleeuwen. Over het tijdstip waarop deze periode in China eindigde verschilden de meningen dan weer. De Duitse sinoloog Otto Franke (1863-1946) liet in zijn Geschichte des chinesischen Reiches de Chinese middeleeuwen voortduren tot de val van het keizerrijk in 1912. Het meest gangbare tijdvak voor de Chinese middeleeuwen, gebaseerd op de politieke geschiedenis, is de periode tussen 200 en 600, de periode van staatkundige verdeeldheid. Op basis van sociaal-economische ontwikkelingen wordt de 8e eeuw beschouwd als overgang van middeleeuwen naar vroegmoderne tijd.

### Twee afwijkende periodiseringsschema's
Twee recente westerse pogingen om te komen tot een periodisering die niet meer op de dynastieke cyclus was gebaseerd, zijn die van:
- Jacques Gernet (Le monde chinois, 1972). Hij koos voor een periodisering gebaseerd op een beschrijving van en veranderingen in de feitelijke politieke machtsstructuur. Gernet baseerde zich daardoor niet meer op het vaak fictieve centrale gezag van de keizerlijke dynastieën.
- Mark Elvin (The Pattern of the Chinese Past, 1973). Hij baseerde zijn periodisering op economische en technologische ontwikkelingen, omdat juist die ervoor zorgden dat het Chinese Rijk al die eeuwen heeft kunnen blijven voortbestaan.

## Periodisering door Japanse historici
Japanse historici die zich met China bezighielden, volgden tot aan het eind van de 19e eeuw de traditionele indeling die ook door Chinezen werd gehanteerd. Ook zij verdeelden de geschiedenis in dynastieke periodes, die begon met de 'Gouden Periode' van de drie dynastieën Xia, Shang en Zhou.
Daarentegen begonnen Japanse historici vanaf de tweede helft van de 19e eeuw de Chinese geschiedenis in te delen op basis van specifiek bepaalde verschijnselen:
- Op basis van cultuur. Naka Michiyo (1851-1908) kwam met een indeling van de dynastieën in drie periodes:

1. de oudheid met als kenmerk een culturele start (Xia, Shang en Zhou);
2. de middeleeuwen met culturele 'ingraving', gevolgd door voortzetting zonder een nieuwe culturele start (Han, Tang en Song);
3. de moderne tijd met verdergaande culturele verfijning gevolgd door cultureel verval (Yuan, Ming en Qing).

Naka Michiyo paste dit periodiseringsschema toe in zijn 'Algemene geschiedenis van China' (Shina tsūshi, 支那通史, Zhina tongshi), dat tussen 1888 en 1890 in Tokio was verschenen. Zijn werk was de eerste Japanse geschiedenis van China die in westerse stijl was geschreven en beïnvloedde de Chinese geschiedschrijving aan het begin van de 20e eeuw.
- Op basis van wel of geen Chinese etniciteit. Op basis van dit criterium verdeelde Kuwabara Jitsuzo (1871-1931) de Chinese geschiedenis in vier periodes:

1. de oudheid (tot het einde van de Zhou-dynastie), Chinezen worden steeds machtiger,
2. de middeleeuwen (tot het einde van de Tang-dynastie), Chinezen bezitten de hegemonie,
3. de Mongoolse heerschappij gedurende de late middeleeuwen en herovering van de macht (tot het einde van de Ming-dynastie),
4. het opdringen van de Europeanen gedurende de moderne tijd.

Kuwabara kwam later in opspraak door uitspraken over onder andere kannibalisme die in China als uiterst beledigend en denigrerend werden ervaren.
- Analyse van de relaties tussen centrum en randvolkeren. Naitō Torajirō (1866-1934, ook wel Naitō Konan) kwam zo tot de volgende indeling van de Chinese geschiedenis:

1. oudheid, tot het midden van de late Han (tot de 2e eeuw n.Chr.): ontwikkeling en uitbreiding van de Chinese cultuur over de buurvolkeren.
2. eerste tussenperiode, lopend van de tweede helft late Han tot Westelijke Jin (tot de 3e eeuw), waarin de verbreiding van de Chinese cultuur over de grensvolkeren tot stilstand kwam,
3. de middeleeuwen (tot het midden van de Tang-dynastie, rond 800), culturele beïnvloeding van het centrum door de nu sterker geworden randvolkeren.
4. tweede tussenperiode (tot en met de periode van de Vijf Dynastieën en Tien Koninkrijken, tussen 800 en 1000) waarin de Chinese invloed zijn grootste geografische omvang bereikte. Naito noemde dit tijdvak de Tang-Song overgangsperiode.
5. moderne tijd (van Song tot en met Qing, tot 1912) met eerst hernieuwde uitbreiding van de Chinese invloed op de randvolkeren, maar daarna steeds verder opdringen van het buitenland. Uiteindelijk zou die periode resulteren in vernieuwing, net zo als dat in Japan was gebeurd.

De indeling van Naito heeft een grote invloed uitgeoefend op daarna verschenen Japanse studies over de Chinese geschiedenis. Wel werd hij later bekritiseerd omdat hij bij zijn beschrijving van de moderne tijd in China zou zijn uitgegaan van het in Japan gangbare beeld over de moderne tijd. In Japan waren de vernieuwingen sinds de Meijiperiode tot stand gekomen met buitenlandse hulp. Door (impliciet) ook voor China uit te gaan van de noodzaak van buitenlandse hulp, zou hij aldus een verdediger van de Japanse expansie zijn geweest.
Ook in de westerse historiografie over China werd de analyse tussen centrum en randvolkeren toegepast, onder andere door de Duitse socioloog Wolfram Eberhard (1909-1989) en de Amerikaanse sinoloog John Fairbank (1907-1991).

## Marxistische periodisering
Sinds 1949 wordt de Chinese geschiedenis door historici in de Volksrepubliek beschreven vanuit de marxistische geschiedsvisie. De Chinese geschiedenis werd verdeeld in de gebruikelijke vijf fasen van de marxistische periodisering. Aan dit schema mocht niet worden getwijfeld, discussies onder Chinese historici gingen daarom vooral over periodebegrenzingen en deelperiodes. Eerst werd de Chinese geschiedenis beschouwd als een deel van de wereldgeschiedenis zoals die zich volgens de marxistische theorie had ontwikkeld. Toen bleek dat met name de kapitalistische fase moeilijk was in te passen in de geschiedenis van een land waarvan de bevolking grotendeels uit boeren bestond, werd meer nadruk gelegd op de eigen weg van de Chinese geschiedenis. Hierbij heeft de ideologische verwijdering tussen de Chinese Volksrepubliek en de Sovjet-Unie vanaf eind jaren 1950 een rol gespeeld.
Sinds het einde van de Culturele Revolutie en de dood van Mao Zedong in 1976 wordt de marxistische ontwikkelingslijn minder nadrukkelijk toegepast. Toch blijft de marxistisch periodisering bij historische werken uit de Volksrepubliek nog steeds herkenbaar als het achterliggende schema. Net als vóór de Culturele Revolutie kan het volledig loslaten van dat schema nog steeds worden uitgelegd als twijfel aan de (machts)positie van de Chinese Communistische Partij.

### Primitieve maatschappij
De 'primitieve maatschappij' (yuanshi shehui, 原始社会) is in de marxistische historiografie gedefinieerd als de maatschappij die bestond vóór het ontstaan van een klassenmaatschappij. Gedurende het Paleolithicum bestond een 'oermaatschappij' waarin mensen in groepjes samenleefden en rondzwierven. Tijdens het Neolithicum (7000-2200 v.Chr.) ging dit patroon langzaam over in een 'stammenmaatschappij', waarbij clanverbondenheid steeds belangrijker werd. Deze maatschappijvorm doorliep twee stadia. De oudste fase kenmerkte zich door matriarchale verhoudingen. Dit gold voor de Yangshaocultuur (5000-3000 v.Chr.) en werd gevolgd door een fase met patriarchale verhoudingen. In China was dit de Longshancultuur (3000-2000 v.Chr.). De later gevonden neolithische culturen werden op overeenkomstige wijze ingedeeld in matriarchaal en patriarchaal.

### Slavenmaatschappij
Het moment waarop de overgang van de primitieve maatschappij naar de slavenmaatschappij (nuli shehui, 奴隶社会) plaatsvond vormt in de Chinese marxistische historiografie nog steeds een punt van discussie. Genoemd worden het derde millennium v.Chr. (dus tijdens de Longshancultuur), de Xia en de Shang dynastie.

### Feodale maatschappij
Ook over het moment waarop de overgang van de slavenmaatschappij naar de feodale maatschappij (fengjian shehui, 封建社会) plaatsvond bestaat geen overeenstemming. Zo worden genoemd de periode van de Westelijke Zhou, die van de Lente en Herfst, de Strijdende Staten, de eenwording onder de Qin, de periode van de Late Han of die van de Wei en Jin. Een tweede probleem vormt de extreme lengte van de periode. Marx was, net als veel andere Europese 19e-eeuwse historici, van mening dat de Chinese geschiedenis 2000 jaar had stil gestaan (zie: Westerse historiografie over China). De eerste marxistische Chinese historici, waaronder de later zeer invloedrijke Guo Moruo (1892-1978), probeerden door het maken van onderverdelingen binnen de feodale periode toch ontwikkelingen langs marxistische lijnen te ontdekken.
Een voorbeeld van de gebruikelijke periodisering van de feodale periode bevindt zich in An Outline History of China (Peking, 1982), samengesteld door Bai Shouyi (白寿彝, 1909-2000) en uitgegeven in een groot aantal talen:
1. Overgang van slavenmaatschappij naar feodalisme (770-221 v.Chr.).
2. Groei van de feodale maatschappij (221 v.Chr. - 220 na Chr.).
3. De vroege periode van bloei van het Chinese feodalisme (220-907).
4. De late periode van bloei van het Chinese feodalisme (907-1368).
5. Langzame neergang van het feodalisme (1368-1840).

### Kapitalistische maatschappij
Het moment waarop de feodale maatschappij overging naar een kapitalistische maatschappij (zibenzhuyi shehui, 资本主义社会) is afhankelijk van het moment waarop men voor het eerst 'kiemen van het kapitalisme' (zibenzhuyi mengya, 资本主义萌芽) in de Chinese maatschappij ontwaarde. Er heerst verschil van mening of dit reeds gebeurde tijdens de Ming- of pas onder de Qingdynastie.
Volgens Mao Zedong bestond tussen 1840 en 1919 in China een periode van 'semi-kolonialisme' (banzhimindi, 半殖民地). Dit was een Chinese verbijzondering van het marxistische periodiseringsschema, namelijk de overgangsfase van feodalisme naar kapitalisme. Er werd een oud-democratische revolutie (1840-1919, in combinatie met buitenlandse agressie) en een nieuw-democratische revolutie (1919-1949) onderscheiden. De periode vanaf 1919 vormde dan de Chinese variant van de kapitalistische fase.
Bai Shouyi geeft de volgende periodisering voor het tijdvak 1840-1949:
1. De semi-koloniale en semi-feodale maatschappij en de oud-democratische revolutie (1840-1919)
2. Voortzetting van de semi-koloniale en semi-feodale maatschappij en de nieuw-democratische revolutie (1919-1949)

### Socialistische maatschappij
De overgang naar de socialistische maatschappij werd bereikt onder leiding van de Chinese Communistische Partij via drie 'binnenlandse revolutionaire oorlogen' ('Guonei Geming Zhanzheng, 国内革命战争). De eerste oorlog (1924-1927) was een strijd tegen de 'imperialisten' en de 'warlords' van Noord-China. De tweede oorlog (1927-1937) was gericht tegen de Kwomintang en werd onderbroken door de gemeenschappelijke 'verzetsstrijd tegen Japan' (kangri zhanzheng, 抗日战争, 1937-1945). De derde 'binnenlandse revolutionaire oorlog' (1945-1949) leidde uiteindelijk tot de omverwerping van het bewind van de Kwomintang en het uitroepen van de Volksrepubliek China op 1 oktober 1949.